# Анадолска агенция
Анадолска агенция (на турски: Anadolu Ajansı, съкратено АА) е държавна информационна агенция в Турция, със седалище в град Анкара.

## История
Анадолската агенция е основана през 1920 г. по време на Турската война за независимост по заповед на Мустафа Кемал Ататюрк. Тъй като столицата на империята Истанбул бе под контрола на халифата, всички вестници също бяха под управлението на халифата заедно с британските окупатори и бе необходимо революционното правителство да създаде комуникационна и новинарска мрежа за Анадола и Румелия. Журналистът Юнус Нади Абалиоглу и писателят Халиде Едип, бягащи от окупираната столица, се срещат в Гейве и стигнат до заключението, че е необходима нова турска агенция за пресата. Агенцията се създава официално на 6 април 1920 г., 17 дни преди да се свика за първи път Великото народно събрание на Турция, на което е обявен първия закон приет от събранието, с който се създава Република Турция.
След идването на власт на Партията на справедливостта и развитието (ПСР), Анадолската агенция и Турското радио и телевизия (ТРТ) са преструктурирани, с цел да отразяват по-тясно правителствената линия. Тази по-строга степен на правителствен контрол върху AA и ТРТ, заедно с нарастващото правителствено влияние върху частните медии, допринася за формирането на хегемонична, доминираща партийна система в Турция. Според академична статия от 2016 г. „тези продуценти на публични новини, особено през последния мандат на правителството на ПСР, са били контролирани от служители от малка мрежа, близка до партийното ръководство.“
Анадолската агенция често е определяна като пропагандна машина за турското правителство, създаваща положителни представи за Турция и Партията на справедливостта и развитието. Тя има твърда позиция по отношение на гражданската война в Сирия, като обикновено демонизира Сирийските демократични сили.
Анадолската агенция е активен член на Европейския алианс на информационните агенции (EANA).